# Institut für Systemwissenschaften, Innovations- und Nachhaltigkeitsforschung

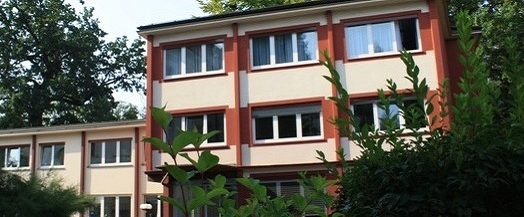
Hauptgebäude SIS

Das Institut für Systemwissenschaften, Innovations- und Nachhaltigkeitsforschung (SIS) ist ein Lehr- und Forschungsinstitut der Karl-Franzens-Universität in Graz, Österreich. Das Tätigkeitsfeld des SIS ist an der Schnittstelle der Forschungsfelder Systemwissenschaften, Innovations- und Transitionsforschung und Nachhaltigkeitswissenschaft angesiedelt.

## Fokus
Das SIS setzt sich in erster Linie mit der Frage der nachhaltigen Entwicklung auseinander. Dabei steht die Analyse von Transitions-, Innovations- und Adaptationsprozessen in Mensch-Umwelt Systemen im Vordergrund.
Das Institut koordiniert zurzeit zwei internationale Master-Studienprogramme: Das Joint Masterstudium Sustainable Development, welches gemeinsam mit den Konsortiumspartnern Universität Ca’ Foscari in Venedig (Italien), der Universität Leipzig (Deutschland), und der Universität Utrecht (Niederlande) angeboten wird, sowie das Erasmus-Mundus-Master-Programm Industrial Ecology mit Kooperationspartnern in Europa, Asien und den USA. Im Jahr 2012 wurde außerdem eine Doktoratsschule im Fach Umweltsystemwissenschaften ins Leben gerufen.